# Нидертауфкирхен
Нидертауфкирхен (нем. Niedertaufkirchen) — община в Германии, в земле Бавария. 
Подчиняется административному округу Верхняя Бавария. Входит в состав района Мюльдорф-на-Инне.  Население составляет 1316 человек (на 31 декабря 2010 года). Занимает площадь 26,69 км².